# تومومی کوموری
تومومی کوموری (انگلیسی: Tomomi Komori؛ زادهٔ ۱۸ فوریه ۱۹۸۳) بازیکن هاکی روی چمن اهل ژاپن است.
وی در مسابقات کشوری و بین‌المللی در مجموع برندهٔ ۱ مدال طلا، ۲ مدال نقره شده‌است.